# HD 126053
HD 126053 ist die Bezeichnung des Henry-Draper-Katalogs für einen Stern im äquatorialen Sternbild Jungfrau. Er hat eine scheinbare Helligkeit von 6,25, was bedeutet, dass er mit bloßem Auge nur schwach sichtbar ist. Nach der Bortle-Skala ist er nur bei dunklem Vorstadt- oder Landhimmel zu sehen. Die von der Raumsonde Hipparcos durchgeführten Parallaxenmessungen ergeben eine geschätzte Entfernung von 57 Lichtjahren zu diesem Stern. Er nähert sich mit einer heliozentrischen Radialgeschwindigkeit von −19,2 km/s.
Dieser Stern gilt als Sonnenähnlicher Stern, d. h. er entspricht photometrisch der Sonne. Die physikalischen Eigenschaften dieses Sterns sind ähnlich wie die der Sonne, obwohl er metallarm ist. Wie die Sonne hat er einen magnetischen Aktivitätszyklus. Er hat eine gemeinsame Eigenbewegung durch den Raum mit dem spektroskopischen Doppelsternsystem HD 122742, und in der Vergangenheit haben die drei möglicherweise ein Dreifachsternsystem gebildet. Im Bright-Star-Katalog wurde er mit einem Infrarot-Überschuss vermerkt. Dieser könnte aus dem System von HD 122742 stammen, als die drei Sterne noch näher beieinander standen.
Im Jahr 2012 wurde ein Brauner Zwerg entdeckt, der diesen Stern in einer Entfernung von 2630 AE umkreist.